# Wo ist Fred?
Wo ist Fred? ist eine deutsche Spielfilmkomödie des Regisseurs Anno Saul aus dem Jahr 2006. Die Produktion basiert auf einem Skript der beiden US-amerikanischen Drehbuchschreiber Ken Daurio und Cinco Paul, das der Autor Bora Dagtekin für den deutschsprachigen Kinomarkt maßgeblich überarbeitete, und handelt von dem Berliner Polier Fred Krüppers, gespielt von Til Schweiger, der sich als Behinderter ausgibt, um dem verwöhnten Sohn seiner Verlobten einen handsignierten Basketball seines favorisierten Alba-Berlin-Spielers zu beschaffen – und dabei unfreiwillig zum Star einer Image-Kampagne des Basketballvereins wird.
Die Dreharbeiten unter gemeinsamer Produktion von Hofmann & Voges Entertainment und Neue Bioskop Germany fanden im September und Oktober 2005 in Berlin und Umgebung statt und wurden unter anderem vom Medienboard Berlin-Brandenburg, dem FilmFernsehFonds Bayern (FFF) Bayern und der Filmförderungsanstalt (FFA) gefördert.
In weiteren Rollen sind Alexandra Maria Lara, Jürgen Vogel, Anja Kling, Tanja Wenzel und Christoph Maria Herbst zu sehen. Der offizielle Kinostart folgte am 16. November 2006 in Deutschland, wo der Film überwiegend gemischte Kritiken erhielt. Mit rund 825.000 Besuchern und einem Gesamteinspielergebnis von 5,1 Millionen Euro platzierte sich Wo ist Fred? unter den 13 erfolgreichsten deutschen Kinoproduktionen des Jahres 2006.

## Handlung
Der Polier Fred Krüppers will seiner Angebeteten Mara einen Heiratsantrag machen. Den richtigen Moment erwägt er bei einem Basketballspiel des Vereins Alba Berlin, das sie gemeinsam besuchen. Bevor Mara aber in den Antrag einwilligt, soll Fred erst von ihrem verwöhnten Sohn Linus ins Herz geschlossen werden. Dieser denkt aber gar nicht daran. Stattdessen wünscht er sich von Fred zu seinem Geburtstag einen handsignierten Basketball des Star-Basketballspielers Mercurio Müller. Da dieser Ball nach dem Spiel immer auf die Behinderten-Tribüne geworfen wird, gestaltet sich dies für Fred jedoch alles andere als einfach.
Während eines Bowling-Spiels kommt ihm die Idee, sich als behinderter Fan auf die Tribüne zu schmuggeln. Dabei hilft ihm sein Arbeitskollege Alex, der – als sein Betreuer getarnt – mit ihm ein Spiel besucht. Fred spielt einen Sprach- und Gehbehinderten im Rollstuhl, der weder sprechen noch gehen kann. Auf der Bühne wartet bereits Ronnie, der sich fest vorgenommen hat, heute diesen Ball zu fangen. Doch Fred trickst den gehbehinderten Ronnie aus und fängt den Ball selbst. Ganz so gut scheint das Schicksal es aber nicht mit ihm zu meinen, denn nach dem Spiel stellt sich heraus, dass die Signatur und die Echtheits-Beglaubigung des Balls eine weitere Woche in Anspruch nehmen werden und auch noch ein Imagefilm über „Alba Berlin“ geplant ist, bei dem Fred mitspielen soll. In seiner Rolle als Behinderter gibt Alex ihm kurzerhand den Namen Fred Krüppelmann.
Notgedrungen muss Fred die folgenden sieben Tage den „Behinderten“ spielen, der weder laufen noch sprechen kann. Auf dem Bau geht alles drunter und drüber, und zu allem Überfluss ist die für den Film verantwortliche Denise auch noch eine attraktive junge Frau, die Fred schnell in ihr Herz geschlossen hat. Weil Alex überdies nicht nachweisen kann, dass er ausgebildeter Pfleger ist, kommt Fred vorübergehend in das Heim von Frau Hildegard, wo er wieder auf Ronnie trifft. Dieser findet schnell heraus, dass Fred seine Behinderung nur vortäuscht, und erpresst ihn damit: Dafür, dass er ihn nicht verrät, soll Fred ihn in den Film bringen und damit ein Treffen mit seinem Idol Mercurio Müller ermöglichen.
Im Laufe der Dreharbeiten kommen sich Denise und Fred immer näher, bis sie sich ineinander verlieben. Fred plagen Zweifel, ob er das Richtige tut, und vor allem, ob es das Richtige ist, Mara zu heiraten, die den Wunsch ihres verzogenen Sohnes über die Beziehung zu Fred stellt. Da Benno Held, ein ehemaliger Basketballprofi und Leiter der Sportmarketing-Agentur Service Direkt, der den Film in Auftrag gegeben hat, den Film stark verändert und Ronnies gewünschte Szenen entfernt, glaubt Ronnie an einen Bruch der Vereinbarung mit Fred. Somit verrät er Fred an Benno Held. Doch Held denkt nicht daran, die Enthüllung zu veröffentlichen, da der Verein keinen Skandal gebrauchen kann, und verlangt von Fred, dass er weiter den Behinderten spielt und die Ballübergabe mit ihm gefilmt wird.
Bei dieser entscheidet sich Fred jedoch für die Wahrheit und gesteht vor laufender Kamera im Basketballstadion, dass seine Behinderung nur erfunden war und er dies nur vorgetäuscht hat, um an den Ball zu gelangen. Gleichzeitig gesteht er auch Denise seine Liebe. Zuvor hatte diese jedoch ein Gespräch zwischen Fred und Benno Held mitbekommen und voller Enttäuschung das Stadion verlassen, bevor sie Freds Bekenntnis miterleben konnte. Ronnie folgt ihr, und Denise erfährt schließlich doch noch, dass Fred sie liebt, und die beiden kommen zusammen.

## Hintergrund
Die Idee zu Wo ist Fred? entstammt einem gemeinsamen Drehbuch der US-amerikanischen Filmautoren Cinco Paul und Ken Daurio. Die beiden Filmschaffenden hatten das Drehbuch ursprünglich selbst für den heimischen Kinomarkt inszenieren wollen, waren jedoch zeitig an der Finanzierung des Projekts gescheitert. Später fiel der Stoff dem deutschen Producer Matthias Ehmke in die Hände, der das Drehbuch dem Münchner Produzenten Philip Voges anbot. Dieser sicherte sich im Jahr 2003 mit seiner Produktionsfirma Hofmann & Voges die deutschen Rechte an dem Skript. Als weiterer Produzent kam später Neue Bioskop Germany an Bord. Als Koproduzenten fungierten die Senator Film Produktion und SevenPictures mit Beteiligung von ProSieben. Finanzielle Förderung erfolgte durch Mittel des Medienboard Berlin-Brandenburg, des FilmFernsehFonds Bayern und der Filmförderungsanstalt (FFA).
 Für die Regie wurde Anno Saul verpflichtet, der Voges vor allem durch seine Komödie Kebab Connection (2004) aufgefallen war. Saul benannte den „herrlich unkorrekten und wahnsinnig lustigen Stoff“ als Reiz seines Engagements. Die Besetzung ergab sich vorwiegend aus früheren Projekten Voges’ sowie Casting-Phasen, die von Emrah Ertem geleitet wurden. Jürgen Vogel hatte mit Voges bereits 1996 an dem Spielfilm Buddies zusammengearbeitet. Alexandra Maria Lara und Christoph Maria Herbst stießen hingegen durch Ertem zu dem Projekt hinzu, der Herbst zuvor bereits für Hui Buh – Das Schlossgespenst (2006) hatte besetzen können. Anja Kling hatte mit Schweiger zuvor in Michael Herbigs Satire (T)Raumschiff Surprise – Periode 1 (2004) vor der Kamera gestanden; ihre ältere Schwester Gerit Kling wurde im Film ebenso als ihre Schwester gecastet. Die frühere No-Angels-Sängerin Vanessa Petruo und Komiker Kurt Krömer gaben in Wo ist Fred? wiederum ihr Kinodebüt. Til Schweiger und Fahri Ogün Yardım lernten sich erst bei den Dreharbeiten kennen. Ebenso wirkte eine Vielzahl behinderter Komparsen bzw. Profi-Nebendarsteller am Film mit, darunter Marienhof-Darsteller Erwin Aljukic.
Nach einjähriger Überarbeitungsphase durch den Autor Bora Dagtekin konnten im Herbst 2005 die Dreharbeiten beginnen. Diese fanden vom 2. September bis 24. Oktober 2005 vorwiegend in Berlin und Umgebung statt. Drehorte waren unter anderem die Max-Schmeling-Halle, das Velodrom, das Johannesstift, das Rathaus Schöneberg und das Schloss Sacrow sowie die Großbeerenstraße im Stadtteil Kreuzberg. Die Stadionszenen entstanden als Mix aus realen Spielbildern, die Saul mit insgesamt vier Kamera-Units an einem Spieltag aufnahm, nachgedrehten Setaufnahmen mit Komparsen sowie mittels Hilfe der digitalen Nachbearbeitung im Rahmen der Postproduktion. Weitere Szenen wurden mit Hilfe von Stuntleuten umgesetzt.

## Musik
Die Filmmusik zu Wo ist Fred? wurde von Marcel Barsotti komponiert. Der Soundtrack zum Film erschien am 17. November 2006 bei Polystar und beinhaltet neben Barsottis Score auch Lieder von Interpreten wie Snow Patrol, James Brown, Bob Geldof und Orson, die im Film zu hören sind.
1. Bob Geldof – „Room 19 (Sha La La La Lee)“
2. James Brown – „Get Up (I Feel Like Being a) Sex Machine“
3. Marcel Barsotti – „Wo ist Fred?: Wo ist Fred?“
4. Marcel Barsotti – „Wo ist Fred?: Fred & Denise“
5. New Found Glory – „I Don’t Wanna Know“
6. Orson – „No Tomorrow“
7. Marcel Barsotti – „Der Kotzbrocken“
8. Marcel Barsotti – „Supi“
9. Mr. Scruff – „Spandex Man“
10. Absynthe Minded – „Pretty Horny Flow“
11. Marcel Barsotti – „Bowling Crash“
12. Timid Tiger – „Miss Murray“
13. Siebeth – „3 Minutes“
14. Marcel Barsotti – „Ronny Kimbel“
15. Marcel Barsotti – „Rollstuhl Ahoi“
16. Bass – „Playing Games“
17. Paris – „Freedom“
18. Marcel Barsotti – „Wirklich schwere Baustelle“
19. Marcel Barsotti – „Liebe auf den ersten Blick“
20. Swinging Girls –  „Lass dich mit Musik verwöhnen“
21. Marcel Barsotti – „Finale mit Kuss“
22. The Feeling – „Fill My Little World“
23. Snow Patrol – „Chasing Cars“
24. James Brown – „Sex Machine“

## Rezeption

### Kritiken
„Anno Sauls neue Komödie ‚Wo ist Fred?‘ wartet gelegentlich mit tränentreibender Situationskomik auf. Zumeist allerdings setzt sie auf billige und sattsam bekannte Gags. […] So wenig einfallsreich wie die Story ist die Besetzung: Schweiger als simpler Herzensbrecher, Lara als sanftes Rehauge und Vogel in der Rolle des Sprücheklopfers hat man schon all zu oft gesehen. Und damit niemand auf den Gedanken kommt, hier werde auf Kosten von Behinderten gelacht, sind Vorzeige-Behinderte wie ‚Marienhof‘-Schauspieler Erwin Aljukic mit von der Partie. Die deutsche Komödie zeigt sich mit ‚Wo ist Fred?‘ mal wieder von ihrer schlichten Seite.“

„Wo ist Fred? ist populistische Fließbandkost, entworfen am Reißbrett nach emotionslos kalkulierter Rezeptur; Hauptzutaten sind deutsche Kino-‚Lieblinge‘, ein durchaus talentierter Regisseur, der sich mit amüsant-charmanten Komödien Meriten verdient hat, schließlich das eingekaufte Drehbuch US-amerikanischer Filmautoren, die mit einem ‚vorbildlichen‘ Sujet wie Santa Clause 2 reüssierten, aber im eigenen Land dennoch wohl kein Geld für ihre jüngste Geschichte fanden.“

„Öde Verwechslungs- und Rollentauschklamotte nach einem hanebüchenen Drehbuch, die sich weniger auf dem Rücken Behinderter austobt, als vielmehr irritierende Rollenklischees entwirft und Frauen entweder als berechnend, als Sexobjekte oder als leichtgläubig-dumme Schäfchen darstellt.“

### Erfolg

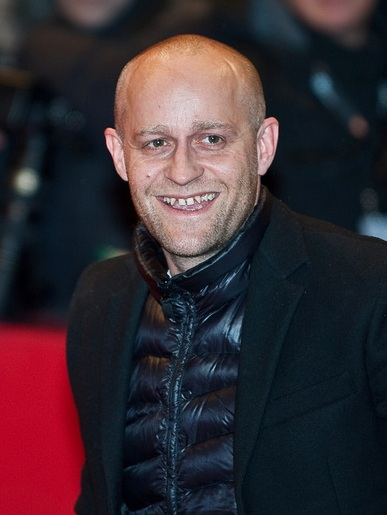
Jürgen Vogel gewann für seine Darstellung im Film den Ernst-Lubitsch-Preis.

Wo ist Fred? hatte am 12. November 2006 im Cinestar-Kino des Sony Centers in Berlin Premiere. Die Freigabe der Produktion zur öffentlichen Vorführung erfolgte schließlich am 16. November 2006. Presseberichten zufolge zählte die Produktion bereits nach Ende des ersten Vorführwochenendes rund 200.000 Besucher in 515 Kinos und erreichte damit hinter 7 Zwerge – Der Wald ist nicht genug und Borat unmittelbar Platz drei der deutschen Kinocharts.
Insgesamt sahen in Deutschland den Film bis Februar 2007 mehr als 825.472 Kinobesucher. Die verbreitete Kopienzahl belief sich zwischenzeitlich auf 520 Exemplare. Das nationale Gesamteinspielergebnis betrug wiederum rund 5,1 Millionen Euro. Der Film belegte damit im Jahr 2006 Platz 47 der deutschen Kinojahrescharts sowie Platz 13 der erfolgreichsten deutschen Kinoproduktionen des Jahres.
Der Darsteller Jürgen Vogel wurde auf der Berlinale im Februar 2007 für sein Spiel in Wo ist Fred? und Sebastian Schippers Spielfilm Ein Freund von mir (2006) mit dem Ernst-Lubitsch-Preis für die beste komödiantische Leistung des Jahres ausgezeichnet.
Die Free-TV-Premiere des Films erfolgte am 28. Mai 2009 zur Hauptsendezeit auf Sat.1. Insgesamt sahen die Komödie 3,59 Millionen Zuschauer, was in etwa 13,0 Prozent Marktanteil entsprach. In der werberelevanten Zielgruppe brachte es der koproduzierte Film auf überdurchschnittliche 20,8 Prozent und sicherte sich damit den Tagessieg unter den jungen Zuschauern.